# Ophiorrhiza tirunelvelica
Ophiorrhiza tirunelvelica là một loài thực vật có hoa trong họ Thiến thảo. Loài này được A.N.Henry & Subr. mô tả khoa học đầu tiên năm 1970.